# Filippo Cristante
Filippo Cristante (San Vito al Tagliamento, 20 aprile 1977) è un allenatore di calcio ed ex calciatore italiano, di ruolo difensore.

## Caratteristiche tecniche
Inizialmente è stato impiegato come difensore centrale, tuttavia a Piacenza ha ricoperto anche i ruoli di terzino, a destra e all'occorrenza anche a sinistra.

## Carriera

### Giocatore

#### Club
Ha iniziato la carriera nelle giovanili della Sacilese, giocando da attaccante, per poi trasferirsi giovanissimo in Serie B al Cosenza, sotto la guida di Bortolo Mutti. Seguono poi le esperienze con Padova e Ravenna ancora in B.
Nel 2001 si trasferisce al Piacenza dove fa il suo esordio nella massima serie il 26 agosto 2001 in Lazio-Piacenza 1-1. Gioca con i biancorossi due campionati in Serie A e un campionato e mezzo in Serie B, fino a gennaio del 2005 quando viene ingaggiato dal Messina in Serie A. Con la squadra peloritana mette a segno anche il primo e unico gol nella massima serie, nel Derby dello Stretto contro la Reggina del 13 marzo 2005.
Dal 2006 al 2009 gioca nel Mantova tra i cadetti, mentre nell'estate del 2009 viene ingaggiato dall'Ancona, club di B, che lo contrattualizza sino al 2011. Dopo appena un anno il giocatore, rimasto svincolato in seguito al fallimento della società dorica, si accasa al Portogruaro neopromosso in Serie B. Con la formazione veneta gioca da titolare (31 partite e 2 reti), non riuscendo tuttavia ad evitare la retrocessione in Lega Pro. Il 25 agosto 2011 rinnova il contratto con la società granata per un'altra stagione.

#### Nazionale
Ha fatto parte della Nazionale Under-21, con la quale ha debuttato in amichevole a Malta il 25 marzo 1998, nella partita di esordio di Marco Tardelli come CT. In totale ha disputato 3 partite con gli Azzurrini.

### Allenatore
Dall'estate 2014 allena i Giovanissimi sperimentali del Pordenone, squadra partecipante al campionato di Lega Pro. Dall'estate 2016 passa alla guida della formazione Berretti.
Per la stagione 2019-2020 assume la guida della formazione Primavera dell'Udinese.

## Calcioscommesse
In seguito allo scandalo del calcioscommesse, l'8 maggio 2012 viene deferito dalla Procura federale della FIGC.
Il 1º giugno il procuratore federale Stefano Palazzi richiede per lui tre anni di squalifica. Il 18 giugno in primo grado gli viene confermata la squalifica di tre anni, successivamente ridotta a un anno dopo il ricorso al TNAS.